# 輪胎

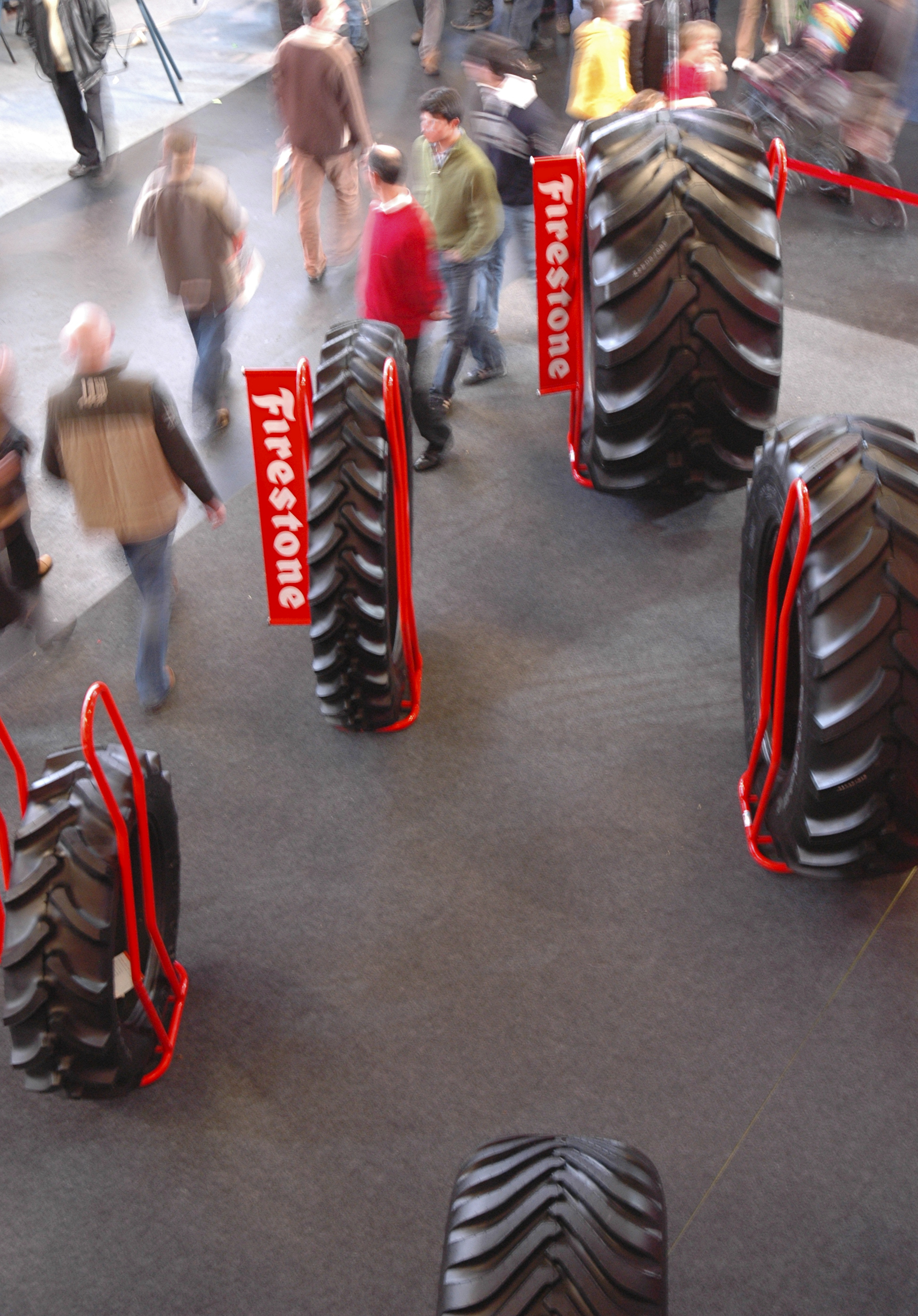
輪胎

轮胎，通常由橡膠製成，是一種沿圆周覆蓋金屬或木頭輪圈的元件。它是陸地上動力機械車輛最重要的一部分，用於搭載機械或汽車使之移動，並減少不规则路面造成的震盪。

## 歷史
1845年，蘇格蘭人羅伯特·湯普生有個新主意，他沿著馬車的木製輪輻套上充氣物體以避震，不幸的是經過幾次實際應用後都不成功。
1868年，美國人查爾斯·古德伊爾發明硫化橡膠的方法，使橡膠能運用在輪胎上。雖取得專利但並未因此致富，1898年美國一家新成立的輪胎公司為了紀念他的貢獻，把公司命名為固特異輪胎公司。
1887年12月，英國獸醫約翰·登祿普看到他的兒子在佈滿石頭的庭院裡騎著三輪車，思索如何使車輪更軟以吸收震盪，並取得專利，於是發明用充氣的橡膠管套在木製輪輻上，於是誕生了充氣輪胎的原型。

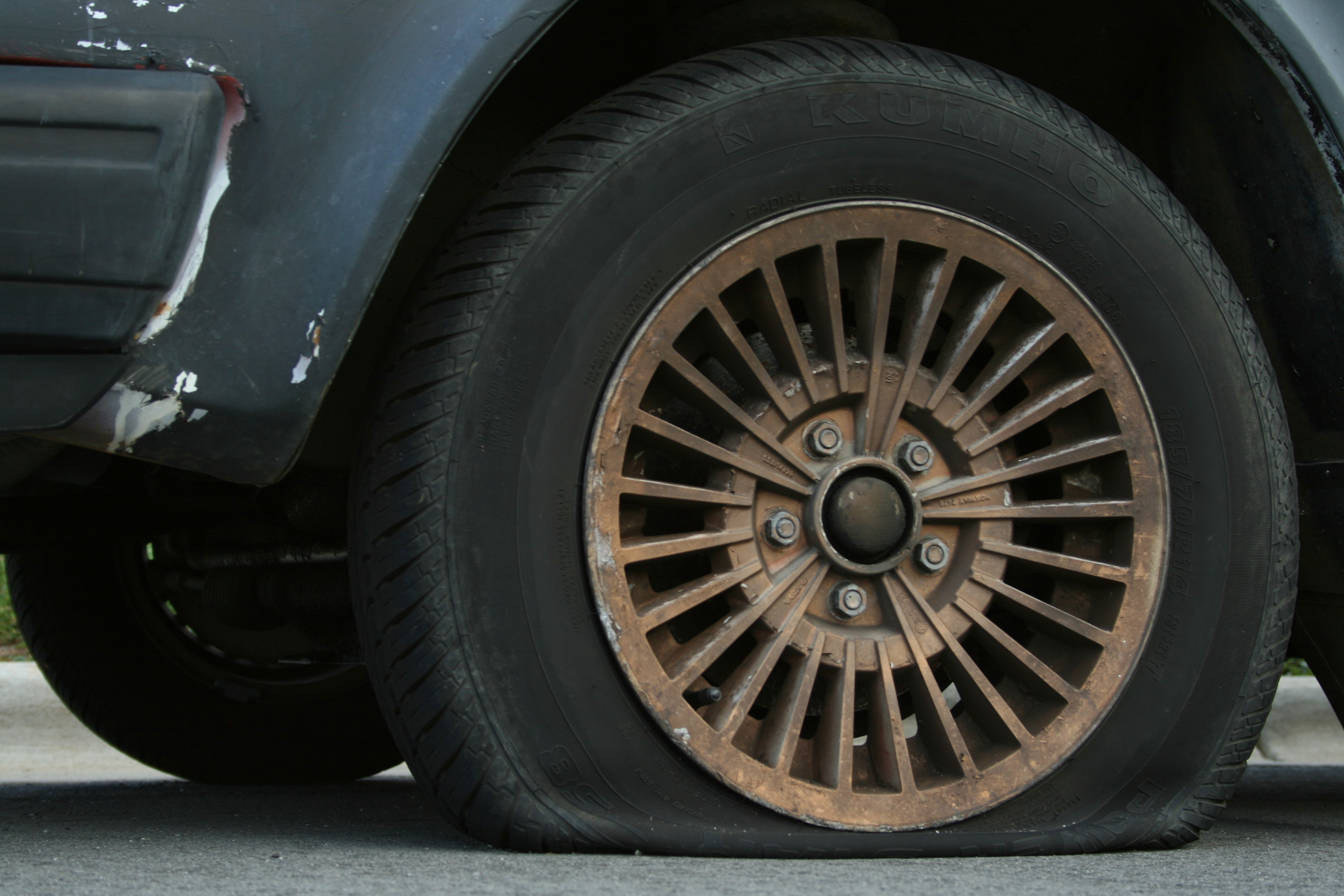
爆胎的輪胎

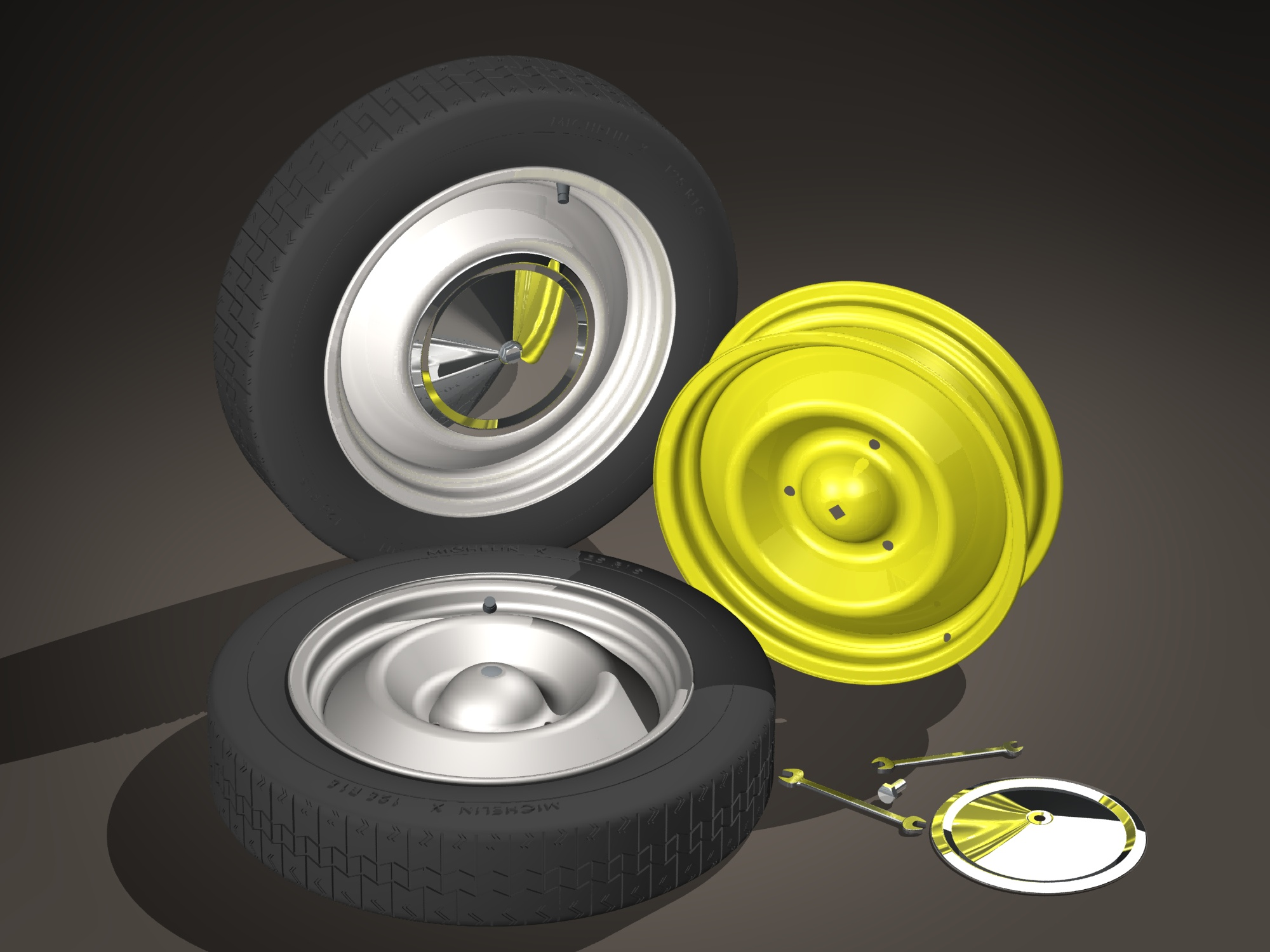
米其林汽車鋼圈

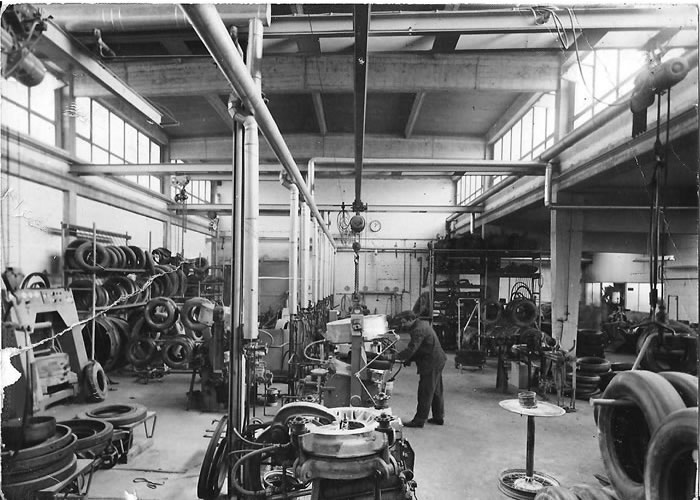
輪胎工廠

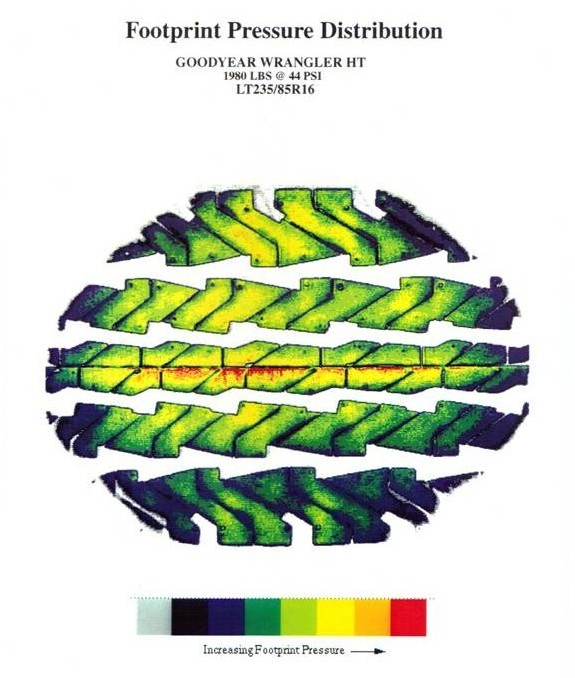
胎塊受壓分佈

法国米其林兄弟的米其林公司1892年发明了一种可以快速拆卸的充气橡胶腳踏車轮胎，简化了轮胎的安装和修补，當時巴黎的馬車放棄實心輪胎採用此充氣輪胎後也讓街道安靜許多。剛發明不久的汽車仍用實心輪胎，避震能力差，因此汽車為了避免被震壞只好增加車身與機械強度，使得許多汽車重達四公噸，因而行駛速度緩慢。
米其林在1906年發明容易拆換的汽車鋼圈，便於汽車使用充氣輪胎。1937年米其林發明將輪胎內層簾布以輻射狀排列的輻射層輪胎，改善輪胎的操控性，是廣受近代轎車輪胎使用的設計的影響。1938年米其林發明讓鋼絲與橡膠粘合的方法，使輪胎的散熱性與載重能力大幅改善。
BFGoodrich輪胎公司對輪胎貢獻也很大，1910年則發明把碳煙加入橡膠的技術以增加摩擦力與耐用性，輪胎也由白色變成黑色。1937年BFGoodrich發明便宜的合成橡膠，1946年發明無內胎輪胎，避免掉傳統有管狀環形汽球般內胎的輪胎爆胎時，快速洩氣變形的危險。
1964年，杜邦化學公司女化學家Stephanie Kwolek研發出可取代賽車輪胎內層鋼絲的高強度材料克維拉，此材料後來也被製成今日的防彈衣。

## 性能
輪胎的橡膠化學配方會影響抓地力、行駛噪音、耐磨里程等，胎面花紋也會影響輪胎性能。部分賽車使用俗稱「光頭胎」的輪胎，其胎面無排水紋等紋路溝槽，來換取最大的接地面積與抓地力，一般日常用的輪胎胎面都有排水排砂的溝槽紋路，若這些胎面溝槽已磨損得太淺就必須更換輪胎，以免雨天時難以排水造成車輛打滑失控。
通常輪胎胎面（tread）有連續直線的紋路有助於增加轉彎靈敏度，塊狀的花紋有助於排水，胎面每一塊胎塊（block）形狀若相同會增加行駛共鳴噪音，不同形狀的胎塊花紋若設計得當噪音音波可互相抵消降低行駛噪音。
多數輪胎無特定旋轉方向，但有些輪胎花紋設計兩側皆可快速排水，裝輪胎時須注意輪胎旋轉方向（輪胎側面說明有Rotation方向箭頭）是否朝前；有些輪胎花紋左右兩半設計明顯不對稱，在使用上還有胎面左右半邊花紋朝外側或內側的差別（輪胎側面說明會註明Outside或side facing outwards此側面朝外等字樣），原廠會將抓地力較好的半邊胎紋設計在外側，讓汽車左右輪外側有最佳的抓地力增加操控穩定，雨天不適合開快車不需最寬的抓地力，內側胎紋可減少抓地面積多設排水溝槽增加雨天排水性。義大利倍耐力輪胎（Pirelli）的P-Zero System輪胎則結合上述兩種輪胎設計的優點，將有旋轉方向性胎面兩側能快速排水但抓地面積較小的輪胎裝在前輪（以後輪驅動車而言），抓地面積較大的不對稱花紋輪胎裝在後輪，雨天時由排水較好前輪先排水替後輪開路，後輪便可保有較多抓地面積。裝輪胎時注意輪胎側面的英文說明以發揮最佳性能。
在積雪路面開車時最好使用雪地輪胎，雪地胎的胎面有更多細小紋路可增強抓地力，一些雪地胎上裝有金屬釘。四季通用胎（all-season tire）雖然也能發揮一部分雪地抓地力，但在雪地仍以純雪地輪胎表現最佳。前後輪可使用花紋不同的輪胎，但左右兩邊的車輪最好使用相同花紋的輪胎，以免有時左右兩邊輪胎抓地力差距明顯造成車輛直行操控不穩的問題。
輪胎胎壓充氣到輪胎側面說明的上限車輛會比較省油，並能達到該輪胎的最大載重能力，对于没有转向助力的车辆还可以令转向比较轻松，不過行駛震動也會增加；2008年油價狂漲，美國總統歐巴馬競選總統時也公開建議大家把輪胎氣壓打高來省油對抗高油價。但輪胎胎壓不可超過輪胎側面說明的上限以免爆胎，輪胎的最大胎壓是指在車輛尚未行駛前的冷胎狀況下的標準，若輪胎已行駛一段距離溫度已高，又必須打氣時就不能再打到最高胎壓以預留胎內空氣熱漲冷縮的空間；相對的輪胎胎壓太低不但耗油，還會造成輪胎重拖過熱，一樣可能爆胎產生車禍，所以美國政府已規定新車須加裝胎壓偵測器，主要就是為了告訴車主胎壓已過低而危險。

## 尺寸標示及代號
輪胎的尺寸說明比如195/60R15H代表胎面寬度195mm（19.5公分）；60為扁平比，代表輪胎側面（胎壁）厚度是胎面寬度的百分之60（19.5公分乘以0.6）；15代表此輪胎使用直徑15英吋的鋼圈。R為輻射層輪胎代號。H是輪胎最高時速代號，代表此輪胎最高時速可達210公里。
輪胎時速極限代號：Q=可承受最高時速160公里，S為180公里，T為190公里，H為210公里，V為240公里，Z為超過240公里（細分W為時速270公里，Y為時速300公里）。

## 分類
按照搭載的機械或車輛，輪胎可區分為：
- 自行車胎：淑女車、競速用車等。
- 機車胎：速克達、重型機車等。
- ATV車胎：ATV、卡丁車等。
- 汽車胎：轎車、SUV等。
- 卡車胎：輕卡車、卡車、巴士等。
- 飛機用胎
- 堆高機胎
- OTR（Off The Road）胎：採礦車等。
- 農業用胎：高爾夫球車、割草機、曳引機、收割機等。
- 工業用小胎：手推車、園藝工具等。
- 拖車胎：載運遊艇、船舶、ATV、機車、馬匹等之拖車、露營車。

## 構造

### 斜交胎
斜交胎（bias/cross ply tire）是簾布層相互交錯排列，與胎冠中心線呈30至40度的交角。這樣的交叉設計可以讓輪胎充氣後獲得充分的延展，以取得抵擋緩衝的舒適性。相對而言也導致斜交胎的缺點：增加滾動的阻力、在高速時減少操控與牽引力。

### 帶束斜交胎
帶束斜交胎（belted bias tire）的結構與前者相同，不過胎面上交疊著角度不同的高強度簾布層或金屬帶。優點是減少滾動阻力、提高胎面硬度與操控性能。

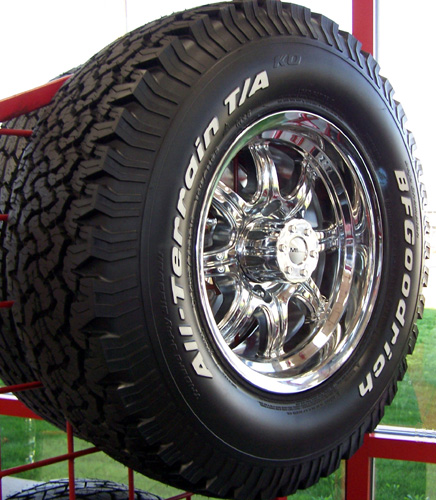
帶束斜交胎

### 輻射層輪胎
輻射層輪胎（radial tire）又稱作「子午線輪胎」，因為其簾布層與胎冠中心線呈90或接近90度的交角，像是地球的子午線而得名。這種排列方式使簾布層比斜交胎減少約一半，但為了承受行駛時的切向力與提高輪胎的剛性，另外會加上帶束層。與子午斷面呈70至75度角的帶束層強度高，不易拉伸，一般織物簾布（如玻璃纖維、 聚酰胺纖維）或鋼絲簾布製造而成。輻射層輪胎在轉彎時胎面比較不會變形，能保持較大的路面接觸面積，所以操控性較好。

### 實心胎
由於充氣輪胎會因為穿刺而漏氣，為了克服某些惡劣的工作環境，車輛必須使用實心胎（solid tire），譬如堆高機、滑板車、割草機、拖車、手推車等。

### 半空心胎
半空心胎（semi-pneumatic tire）的胎體中央是中空的，但不用充氣。一般的做法是在橡膠氣胎裡填充EVA發泡材料，以避免穿刺漏氣。不過重量大、成本貴，通常使用於手推車、割草機、輪椅等車輛器具上。

## 主要輪胎製造商

### 日本
- Bridgestone 普利司通
- Sumitomo 住友橡膠
- Yokohama 橫濱橡膠
- Toyo / Nitto 東洋輪胎

### 英國
- Dunlop 登祿普輪胎

### 法國
- Michelin 米其林輪胎

### 德國
- Continental Tire 大陸集團馬牌輪胎

### 美國
- Goodyear 固特異

### 意大利
- Pirelli 倍耐力

### 南韓
- Kumho 錦湖轮胎
- Hankook 韓泰輪胎
- NEXEN 耐克森轮胎

### 臺灣
- Cheng Shin / Maxxis 正新輪胎
- DURO 華豐橡膠
- Federal 泰豐輪胎
- Fu-Chian 富強輪胎
- Gumonder 固滿德輪胎
- Kenda 建大輪胎
- Nankang 南港輪胎
- Unilli 優耐立輪胎

### 中國大陸
- Hangzhou Zhongce 杭州中策橡膠
- AEOLUS TYRE 風神輪胎
- Double Coin  雙錢輪胎
- Fullrun Tyre 福臨輪胎
- Guizhou Tyre 贵州轮胎
- Triangle Tyre 三角輪胎
- Sentury Tire 青岛森麒麟轮胎
- Linglong Tire 玲珑轮胎